# Hydroptila bellona
Hydroptila bellona är en nattsländeart som beskrevs av Malicky 1998. Hydroptila bellona ingår i släktet Hydroptila och familjen smånattsländor. Inga underarter finns listade i Catalogue of Life.